# Coelotes iheyaensis
Coelotes iheyaensis är en spindelart som beskrevs av Matsuei Shimojana 2000. Coelotes iheyaensis ingår i släktet Coelotes och familjen mörkerspindlar. Inga underarter finns listade i Catalogue of Life.